# Tricesimo
Tricesimo (Tresésin en frioulan) est une commune italienne de la province d'Udine, dans la région Frioul-Vénétie Julienne.

## Administration
| Période                                  | Période | Identité | Étiquette | Qualité |
| ---------------------------------------- | ------- | -------- | --------- | ------- |
|                                          |         |          |           |         |
| Les données manquantes sont à compléter. |         |          |           |         |

### Hameaux
Ara Grande, Ara Piccola, Felettano, Fraelacco, Leonacco, Braidamatta, Colgallo, Adorgnano.

### Communes limitrophes
Cassacco, Pagnacco, Reana del Rojale, Tarcento, Tavagnacco, Treppo Grande, Fagagna.